# Arnaud Nordin
Arnaud Nordin (Parigi, 17 giugno 1998) è un calciatore francese, attaccante del Magonza.

## Statistiche

### Presenze e reti nei club
Statistiche aggiornate al 25 maggio 2023.
| Stagione             | Squadra              | Campionato           | Campionato | Campionato | Coppe nazionali | Coppe nazionali | Coppe nazionali | Coppe continentali | Coppe continentali | Coppe continentali | Altre coppe | Altre coppe | Altre coppe | Totale | Totale |
| Stagione             | Squadra              | Comp                 | Pres       | Reti       | Comp            | Pres            | Reti            | Comp               | Pres               | Reti               | Comp        | Pres        | Reti        | Pres   | Reti   |
| -------------------- | -------------------- | -------------------- | ---------- | ---------- | --------------- | --------------- | --------------- | ------------------ | ------------------ | ------------------ | ----------- | ----------- | ----------- | ------ | ------ |
| 2016-2017            | Saint-Étienne        | L1                   | 15         | 2          | CF+CdL          | 1+1             | 0               | UEL                | 2                  | 0                  | -           | -           | -           | 19     | 2      |
| 2017-2018            | Nancy                | L2                   | 12         | 0          | CF+CdL          | 1+1             | 1+0             | -                  | -                  | -                  | -           | -           | -           | 14     | 1      |
| 2018-2019            | Saint-Étienne        | L1                   | 25         | 3          | CF+CdL          | 1+1             | 0+0             | -                  | -                  | -                  | -           | -           | -           | 27     | 3      |
| 2019-2020            | Saint-Étienne        | L1                   | 18         | 1          | CF+CdL          | 3+1             | 2+0             | UEL                | 6                  | 0                  | -           | -           | -           | 28     | 3      |
| 2020-2021            | Saint-Étienne        | L1                   | 32         | 4          | CF              | 1               | 0               |                    | -                  | -                  | -           | -           | -           | 33     | 4      |
| 2021-2022            | Saint-Étienne        | L1                   | 36+2       | 4          | CF              | 3               | 2               |                    | -                  | -                  | -           | -           | -           | 41     | 6      |
| Totale Saint-Étienne | Totale Saint-Étienne | Totale Saint-Étienne | 126+2      | 14         |                 | 12              | 4               |                    | 8                  | 0                  |             | -           | -           | 148    | 19     |
| 2022-2023            | Montpellier          | L1                   | 34         | 8          | CF              | 1               | 0               | -                  | -                  | -                  | -           | -           | -           | 35     | 8      |
| Totale carriera      | Totale carriera      | Totale carriera      | 174        | 22         |                 | 15              | 5               |                    | 8                  | 0                  |             | -           | -           | 197    | 27     |